# Parafia św. Marcina Biskupa w Kuczkowie
Parafia Świętego Marcina Biskupa w Kuczkowie – parafia rzymskokatolicka znajdująca się w diecezji kaliskiej, w dekanacie Pleszew.